# Wustrewe
Wustrewe ist ein Ortsteil der Ortschaft Winkelstedt und der Stadt Kalbe (Milde) im Altmarkkreis Salzwedel in Sachsen-Anhalt.

## Geographie
Wustrewe, ein Straßendorf mit Kirche, liegt etwa sieben Kilometer nordwestlich der Stadt Kalbe (Milde) in der Altmark am Fuße des etwa 39 Meter „hohen“ Bühner Berges. Im Norden und Osten fließt die Untere Milde. Im Nordosten des Dorfes liegt die Kiesgrube Wustrewe.

## Geschichte

### Mittelalter bis Neuzeit
Als erste urkundliche Erwähnung im Jahre 1419 gilt die Nennung czu wustrawe in einer Klageschrift und Schadensrechnung des Markgrafen Friedrich von Brandenburg vom 24. Mai 1420 gegen den Magdeburger Erzbischof Günther wegen der Landesbeschädigungen durch den Erzbischof und dessen Untertanen. Gebhard von Alvensleben hatte das in der Fehde geraubte Vieh dort hintreiben lassen. Im Jahre 1472 heißt es dat dorp to Wustreue, 1551 Wustrewe, 1687 Wustreve und 1804 Wustrewe, Dorf mit Krüger und Hopfenanbau.
Nach dem Abschluss der Separation im Jahre 1840 lebten im Dorf 145 Personen, davon 7 Halbspänner, ein Kossät, 12 Häusler und 4 Einlieger. Es gab einen Krug, eine evangelische Kirche, ein Küster- und Schulhaus sowie 27 Wohnhäuser.
Bei der Bodenreform wurden im Jahre 1945 erfasst: 20 Besitzungen unter 100 Hektar mit zusammen 420 Hektar, eine Besitzung der Kirche mit 5 Hektar und eine Gemeindebesitzung mit 2 Hektar Fläche. Im Jahre 1953 entstand in Wustrewe die erste Landwirtschaftliche Produktionsgenossenschaft vom Typ III, die LPG „Friedrich Engels“.

### Alte Burg
Als im Jahre 1871 die Straße zwischen Wustrewe und Kakerbeck gebaut wurde, kamen auch Steine von der Ruine der einstigen Burg zum Einsatz, die vom 11. bis 13. Jahrhundert dort stand. Sie war 40 mal 40 Meter groß und hatte einen Rundturm.
Sie stand unmittelbar östlich der Straße Kakerbeck-Wustrewe, dicht südlich der letzten Biegung, 250 Meter vor dem südwestlichen Ausgang des Dorfes. Wilhelm Zahn schrieb 1909: Auf der Ostseite des Weges nach Kakerbeck, liegt das Wiesenterrain „die alte Burg“. Beckmann berichtete 1753 von Mauerresten, die Überbleibsel eines Turmes oder Raubschlosses gewesen sein könnten.

### Auffassungen zur ersten Erwähnung
Nicht als urkundliche Erwähnung gilt die Nennung von Wendschen Wustreue im Jahre 1361, als das Kloster zum heiligen Geist in Salzwedel die Hälfte des Dorfes an die v. Alvensleben auf Weteritz verkauften. Die Urkunde bezieht sich auf einen wüsten Ort südwestlich von Klötze, 1 Kilometer nordwestlich von Köbbelitz. Diese Zuordnung von Heffter, dem Bearbeiter des Namensverzeichnisses zum Codex diplomaticus Brandenburgensis hatten bereits 1897 Parisius und Brinkmann widerlegt.

### Herkunft des Ortsnamens
Franz Mertens erläutert die slawische Herkunft des Ortsnamens anhand von „stru“ für „fließen“. Damit wäre „vuostrow“ ein umflossener Platz, ein Werder oder eine Flussinsel.

### Eingemeindungen

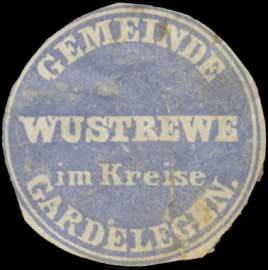
Siegelmarke der Gemeinde Wustrewe

Ursprünglich gehörte das Dorf zum Salzwedelischen Kreis der Mark Brandenburg in der Altmark. Zwischen 1807 und 1810 lag der Ort im Kanton Zichtau im Distrikt Salzwedel auf dem Territorium des napoleonischen Königreichs Westphalen. Nach weiteren Änderungen gehörte die Gemeinde ab 1816 zum Kreis Gardelegen, dem späteren Landkreis Gardelegen.
Am 20. Juli 1950 wurde die Gemeinde Wustrewe in die Gemeinde Winkelstedt eingemeindet. Zusammen mit Winkelstedt kam der Ortsteil Wustrewe am 25. Juli 1952 in den Kreis Kalbe (Milde). Durch die Eingemeindung von Winkelstedt nach Kakerbeck am 21. Dezember 1973 kam der Ortsteil zu Kakerbeck. Am 1. Juli 1984 wurde die Gemeinde Winkelstedt wieder errichtet und der Ortsteil gehörte wieder zu Winkelstedt. Am 1. Januar 2009 schloss sich Winkelstedt mit anderen Gemeinden zur Einheitsgemeinde Stadt Kalbe (Milde) zusammen. So kam Wustrewe am gleichen Tag als Ortsteil zur neuen Ortschaft Winkelstedt und zur Stadt Kalbe (Milde).

### Einwohnerentwicklung
| Jahr | Einwohner |
| ---- | --------- |
| 1734 | 057       |
| 1774 | 068       |
| 1789 | 045       |
| 1798 | 081       |
| 1801 | 082       |
| 1818 | 063       |
| 1840 | 145       |
| 1864 | 186       |

| Jahr | Einwohner |
| ---- | --------- |
| 1871 | 184       |
| 1885 | 171       |
| 1892 | [00]253   |
| 1895 | 148       |
| 1900 | [00]227   |
| 1905 | 150       |
| 1910 | [00]312   |
| 1925 | 152       |

| Jahr | Einwohner |
| ---- | --------- |
| 1939 | 136       |
| 1946 | 170       |
| 2015 | 048       |
| 2016 | 054       |
| 2017 | 058       |
| 2018 | 060       |
| 2019 | 065       |
| 2020 | [00]061   |

| Jahr | Einwohner |
| ---- | --------- |
| 2021 | [00]55    |
| 2022 | [0]61     |
| 2023 | [0]60     |

Quelle, wenn nicht angegeben, bis 1946 und 2015 bis 2018

## Religion
Die evangelische Kirchengemeinde Wustrewe, die früher zur Pfarrei Kakerbeck gehörte, wird heute betreut vom Pfarrbereich Kalbe-Kakerbeck im Kirchenkreis Salzwedel im Bischofssprengel Magdeburg der Evangelischen Kirche in Mitteldeutschland. Die ältesten überlieferten Kirchenbücher für Wustrewe stammen aus dem Jahre 1693.
Die katholischen Christen gehören zur Pfarrei St. Hildegard in Gardelegen im Dekanat Stendal im Bistum Magdeburg.

## Kultur und Sehenswürdigkeiten

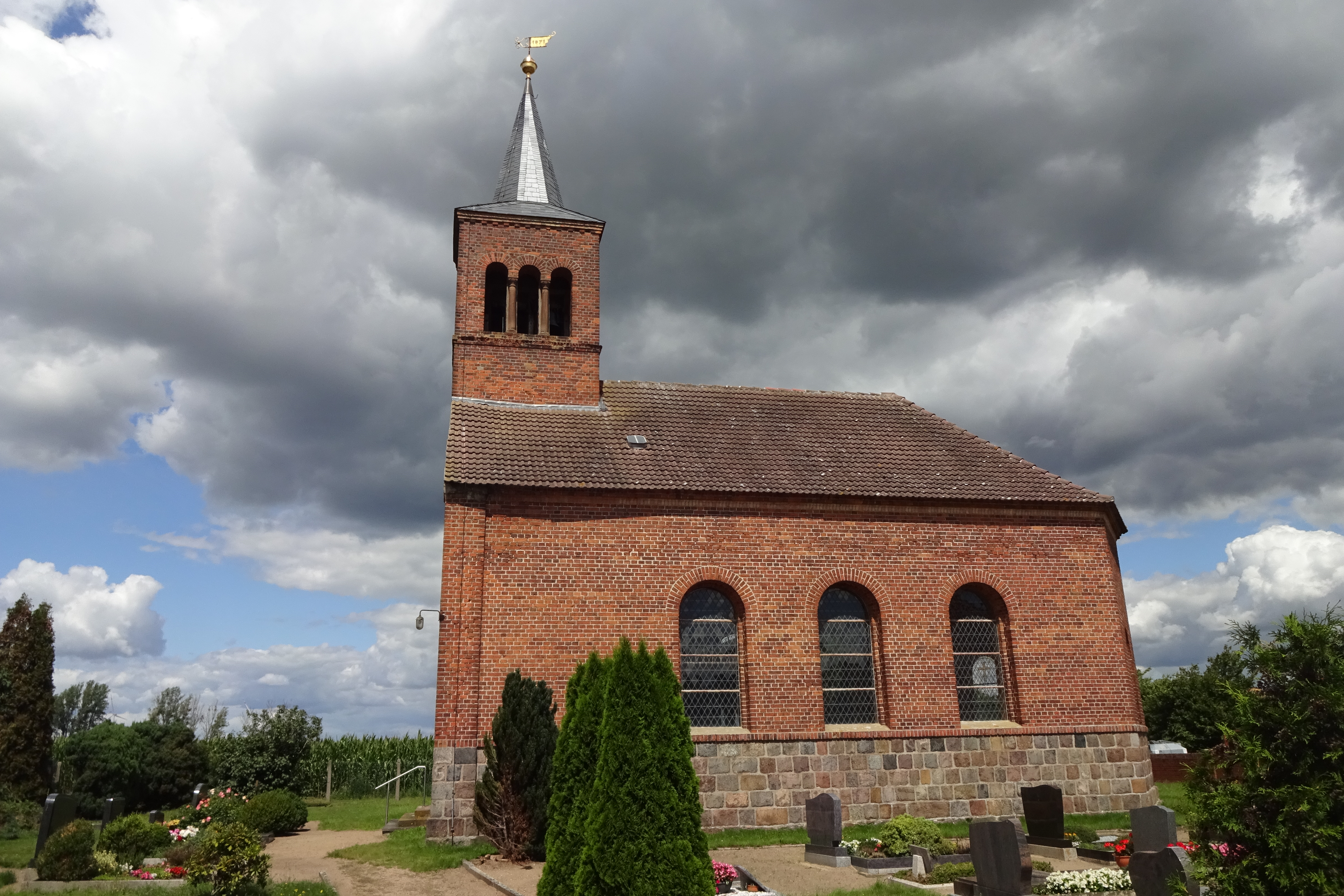
Kirche in Wustrewe

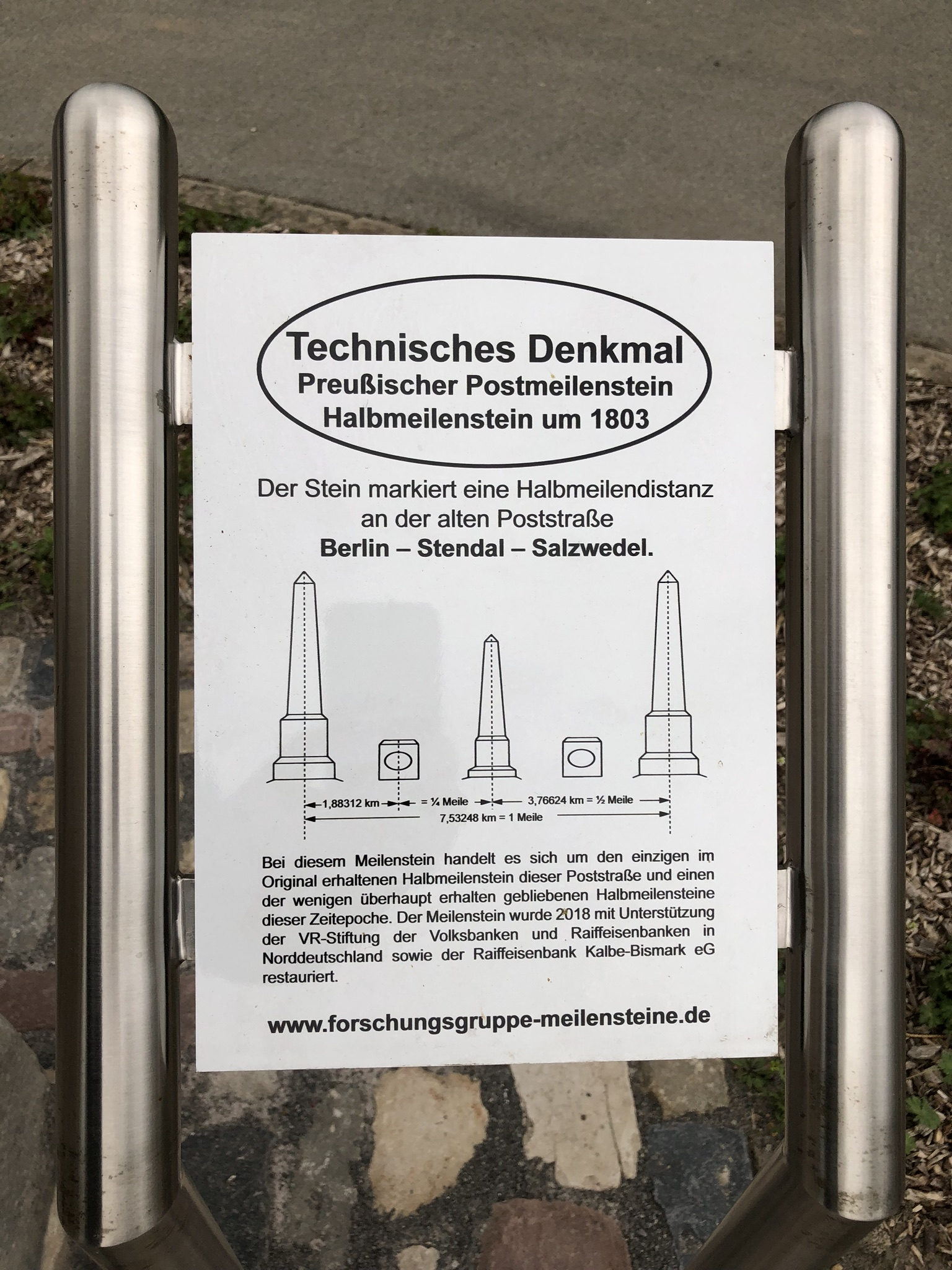
Datentafel zum Posthalbmeilenstein

### Bauwerke
- Die evangelische Dorfkirche Wustrewe wurde 1871 auf dem Feldsteinsockel des Vorgängerbaus neu errichtet. Sie hat zwei Glocken. Die größere wurde von H. Kramer in Salzwedel 1710, die kleinere 1855 von Johann Wettig in Erfurt gegossen. Die Westempore und die Orgel wurden 1897 von Eduard Beyer aus Magdeburg errichtet. Aus dem Vorgängerbau wurde das Altarretabel mit dem Abendmahl als Hauptbild übernommen.[5][25]
- Der Ortsfriedhof ist auf dem Kirchhof.

### Postmeilenstein
In Wustrewe kennzeichnet ein Halbmeilenstein die einstige Hauptpoststraße zwischen Berlin, Stendal und Salzwedel.
Bei diesem Halbmeilenstein, handelt es sich um den einzigen im Original erhaltenen Halbmeilenstein dieser Poststraße und einen der wenigen überhaupt erhalten gebliebenen Halbmeilensteine dieser Zeitepoche. Der Obelisk ist 7,5 Meilen vom Uenglinger Tor in Stendal entfernt. Die Meilensteine dienen zur Orientierung der Reisenden zum damaligen Wegezoll, den der preußische Staat auf dieser Strecke erhoben hat. Der Halbmeilenstein wurde 2018 restauriert und mit einer Infotafel versehen.

## Wirtschaft und Infrastruktur
Der Ort liegt östlich der Bundesstraße B71. Er ist über das etwa vier Kilometer entfernte Kakerbeck erreichbar oder über das etwa 5 Kilometer entfernte Cheinitz.